# Eileen Sedgwick
Eileen Sedgwick (Galveston, 17 ottobre 1898 – Marina del Rey, 15 maggio 1991) è stata un'attrice statunitense di vaudeville e cinematografica.

## Biografia
Eileen Sedgwick nacque in Texas, a Galveston, nel 1898. Entrambi i genitori - Edward Sedgwick e Josephone Walker - erano attori teatrali; suo fratello Edward Sedgwick (1889-1953) sarebbe poi diventato un noto regista, collaboratore di Buster Keaton e anche la sorella Josie avrebbe intrapreso la carriera cinematografica. Fin da bambina Eileen prese parte a spettacoli in cui si esibiva insieme ai genitori e ai fratelli. Nel circuito del vaudeville, la famiglia era conosciuta con il nome The Five Sedgwicks. Eileen debuttò nel cinema nel 1914. Iniziò una carriera in tono minore, senza riuscire a sfondare. Nel 1918, però, le si presentò l'occasione di sostituire la protagonista di un serial prodotto dall'Universal che era caduta malata. Finalmente Eileen riuscì ad acciuffare il successo: nei seguenti dieci anni ottenne una serie di ruoli da eroina di serial che le assicurarono una buona notorietà. Nel 1928, stanca dei serial, assunse un nuovo nome, quello di Greta Yoltz, cercando affermazione al di fuori del genere, ma ben presto ritornò al suo vero nome, ritirandosi dagli schermi all'avvento del sonoro, dopo essersi sposata con Clarence Hutson.

### Vita privata
L'attrice si sposò due volte. La prima con l'aiuto regista Justin H. McCloskey (1887-1935) da cui divorziò. La seconda volta con Clarence Hutson. Dal matrimonio, che durò dal 1929 alla morte del coniuge, nacque un figlio.
Eileen Sedgwick morì di polmonite il 15 marzo 1991 in California, a Marina del Rey, all'età di 92 anni.

## Filmografia

### 1914
- All for Love, regia di Romaine Fielding - cortometraggio (1914)
- Love and Flames, regia di Romaine Fielding - cortometraggio (1914)
- The Belle of Breweryville, regia di Romaine Fielding - cortometraggio (1914)
- The German Band, regia di Romaine Fielding - cortometraggio (1914)
- The Crooks, regia di Romaine Fielding - cortometraggio (1914)

### 1915
- Green Backs and Red Skins, regia di Romaine Fielding - cortometraggio (1915)
- The Eagle's Nest
- Lone Larry, regia di Henry MacRae - cortometraggio (1915)

### 1916
- Hired, Tired and Fired, regia di Jay Hunt - cortometraggio (1916)
- I'll Get Her Yet, regia di Roy Clements - cortometraggio (1916)
- Some Heroes, regia di Roy Clements - cortometraggio (1916)
- Ain't He Grand?, regia di Roy Clements - cortometraggio (1916)
- The Gasoline Habit, regia di Roy Clements - cortometraggio (1916)
- The Town That Tried to Come Back, regia di Roy Clements - cortometraggio (1916)
- When Slim Was Home Cured , regia di Roy Clements - cortometraggio (1916)
- When Slim Picked a Peach, regia di Roy Clements - cortometraggio (1916)
- Kill the Umpire, regia di Eddie Lyons e Lee Moran - cortometraggio (1916)
- Room Rent and Romance, regia di Roy Clements - cortometraggio (1916)
- A Plumber's Waterloo, regia di Richard Donaldson - cortometraggio (1916)
- The Isle of Life, regia di Burton George - cortometraggio (1916)
- The Quitter, regia di Burton George - cortometraggio (1916)
- The Heritage of Hate
- The Emerald Pin
- His Golden Hour
- It Sounded Like a Kiss, regia di Louis Chaudet - cortometraggio (1916)
- It's Great to Be Married, regia di Leslie T. Peacocke - cortometraggio (1916)
- Giant Powder

### 1917
- The Honeymoon Surprise, regia di Leslie T. Peacocke - cortometraggio (1917)
- It's Cheaper to Be Married, regia di Allen Curtis - cortometraggio (1917)
- Good Morning Nurse, regia di Allen Curtis - cortometraggio (1917)
- The High Cost of Starving, regia di Leslie T. Peacocke - cortometraggio (1917)
- The Losing Winner, regia di Carter DeHaven (1917)
- It's Cheaper to Be Single, regia di Allen Curtis (1917)
- A Bare Living, regia di Allen Curtis (1917)
- The Woman in the Case, regia di Allen Curtis (1917)
- His Family Tree, regia di Allen Curtis (1917)
- The Thousand-Dollar Drop, regia di Tom Gibson (1917)
- Flat Harmony
- Swearing Off
- Dropped from the Clouds, regia di Henry McRae (1917)
- Number 10, Westbound
- Making Monkey Business
- Man and Beast
- Money and Mystery
- Not Too Thin to Fight
- The Paperhanger's Revenge
- Jungle Treachery
- The Lure of the Circus, regia di W.B. Pearson (come William B. Pearson)
- The Last of the Night Riders
- The Lion's Lair
- The Temple of Terror

### 1918
- Hell's Crater
- Watch Your Watch, regia di Allen Curtis (1918)
- A Kitchen Hero, regia di Allen Curtis (1918)
- The Shifty Shoplifter, regia di Allen Curtis (1918)
- Passing the Bomb, regia di Allen Curtis (1918)
- Quick Triggers, regia di George Marshall - cortometraggio (1918)
- The Butler's Blunder, regia di Allen Curtis (1918)
- Naked Fists
- Oh! Man!, regia di Allen Curtis (1918)
- Repeating the Honeymoon, regia di Leslie T. Peacocke (1918)
- Trail of No Return
- Roped and Tied (1918)
- The Human Tiger
- The Slow Express, regia di Roy Clements (1918)
- All for Gold
- The Lure of the Circus, regia di J.P. McGowan - serial (1918)
- The Fickle Blacksmith (1918)

### 1919
- A Prisoner for Life
- A Phantom Fugitive
- The Wild Rider
- Cyclone Smith's Comeback
- Cyclone Smith Plays Trumps
- A Pistol-Point Proposal
- The Great Radium Mystery

### 1920
- Love's Battle (1920)
- The White Rider, regia di William James Craft (come William J. Craft)

### 1921
- The Diamond Queen, regia di Edward A. Kull (1921)
- The Heart of Arizona, regia di Edward A. Kull (1921)
- The Girl in the Saddle
- The Shadow of Suspicion
- Terror Trail, regia di Edward A. Kull (1921)
- A Woman's Wit, regia di Edward A. Kull (come Ed Kull) (1921)
- Arrest Norma MacGregor
- Dream Girl
- A Battle of Wits, regia di Edward A. Kull (1921)

### 1922
- The Night Attack
- The Open Wire
- False Brands
- Wolf Pack
- Judgement

### 1923
- Making Good, regia di Marcel Perez (1923)
- In the Days of Daniel Boone
- When Law Comes to Hades
- Scarred Hands
- Beasts of Paradise

### 1924
- The Lone Round-Up
- The Riddle Rider

### 1925
- Dangerous Odds, regia di William James Craft e J.P. McGowan (1925)
- The Fighting Ranger
- Sagebrush Lady, regia di Horace B. Carpenter (1925)
- The Girl of the West, regia di Alan James (1925)